# Убийственная хата
«Убийственная хата», или «Убойная вечеринка» (англ. Killer Pad), также «Дом дьявола» (встречаются совершенно неправильные переводы названия «Блокнот-убийца» и «Подушка-убийца») — американский комедийный фильм ужасов, который снял Роберт Инглунд. Главные роли в фильме исполнили Дэниел Францезе, Эрик Джангменн и Шейн Макрэй.

## Сюжет
Трое друзей из Иллинойса решают наконец-то начать жить самостоятельно от родителей и отправляются в Лос-Анджелес. Там у китаянки Уинни они покупают особняк на Голливудских Холмах по удивительно низкой цене. В подвале дома парни находят дыру в ад, но принимают это за канализационный люк.
Утром следующего дня к ним в гости заглядывает соседка Люси и приносит тортик в подарок. По мере знакомства рождается идея устроить вечеринку, куда парни приглашают Люси и её подруг. Друзья идут в город, печатают приглашения и приглашают множество различного народу. Последним они приглашают своего школьного друга Бэкуотера, который имеет репутацию короля вечеринок. Но при встрече оказывается, что Бэкуотер бросил принимать алкоголь и наркотики и собирается принять сан священника, и эта вечеринка будет его испытанием.
Вечеринка началась. Но со временем гости один за другим умирают от необычных несчастных случаев. Это замечают только хозяева особняка, но решают не портить свой приём и вызвать полицию только по утру. Вечеринка продолжается и Люси вместе с Броуди поднимаются в спальню, там Люси показывает свою демоническую внешность и предлагает Броуди перейти на сторону дьявола. Но тот в ужасе убегает и пытается найти Бэкуотера, ведь он может знать как одолеть дьявола. Но оказалось, что Бэкуотер поддался искушению, напился и вырубился, прыгнув с крыши особняка. Броуди выходит на сцену, чтобы предупредить всех гостей об опасности и вывести их из здания, но в этот момент двери особняка захлопываются и Люси с подругами, приняв демонический облик, начинают убивать собравшихся. Тогда парни решают спеть рождественский псалом, чтобы изгнать их, но эта попытка лишь больше злит дьяволиц. Их спасает очнувшийся Бэкуотер, которые играет христианский рок на гитаре. Весь особняк рушится, умершие гости возвращаются к жизни, все расходятся, а за парнями приезжает Уинни, которая обещает найти им дом получше.

## В ролях
- Дэниел Францезе — Дуг / Doug
- Эрик Джангменн — Крэйг / Craig
- Шейн Макрэй — Броуди / Brody
- Эмили Фокслер — Люси / Lucy
- Джефф Брайан Дэвис — Бэкуотер / Backwater
- Норин ДеВулф — Делайла / Delilah
- Корри Инглиш — Джизибел / Jezebel
- Сэм Макмюррей
- Кэти Чоначас — Констанс / Constance
- Гектор Хименес — Ангел / Angel
- Бобби Ли — Уинни / Winnie
- Энди Милонакис
- Эдвард Кэрнивэйл — Джо Моулэйто / Joe Molato
- Берджен Уильямс — Тина / Tina
- Кристин Бэрджер — Гвен / Gwen
- Хейли Хадсон — Морган / Morgan
- Лин Шэй — Мардж / Marge
- Мики Пост — Тито Порнозвезда / Tito the Porn Star